# Línea Ciudad Real-Badajoz
La línea Ciudad Real-Badajoz es una línea de ferrocarril de 337,3 kilómetros de longitud y ancho ibérico que pertenece a la red ferroviaria española. Transcurre por las provincias de Ciudad Real, Córdoba y Badajoz, constituyendo uno de los dos ejes ferroviarios que enlazan Extremadura con la Meseta.
La línea fue abierta al tráfico en 1866 y explotada inicialmente por la Compañía de los Caminos de Hierro de Ciudad Real a Badajoz (CRB), si bien, con posterioridad, ha estado bajo explotación de las compañías MZA y RENFE. Unida a otros trazados desde Madrid —tanto directos como indirectos—, esta línea supuso la primera conexión ferroviaria hacia Extremadura que se abrió desde el centro peninsular. Así mismo, constituyó la primera conexión ferroviaria que se construyó entre España y Portugal. Durante muchos años su trazado formó parte de la denominada línea Madrid-Badajoz. Siguiendo la catalogación de Adif, se trata de la «línea 520». El tramo entre Badajoz y la frontera portuguesa está catalogado como la «línea 508» y enlaza con la línea del Este.

## Historia

### Construcción
El Ferrocarril de Extremadura encontró su sustento legal en varios textos normativos de 1856, 1857 y 1859 que autorizaban la concesión de una línea subdivida en dos secciones entre Ciudad Real y Mérida y entre Mérida y Badajoz. Para llevar a cabo el proyecto se constituyó el 26 de marzo de 1861 la Compañía de los Caminos de Hierro de Ciudad Real a Badajoz. Las obras se iniciaron ese mismo año, incluso antes de la constitución oficial de la compañía.
El 20 de septiembre de 1863 los escasos cinco kilómetros que separaban Badajoz de la frontera portuguesa fueron abiertos al tráfico. Prácticamente un año después, en agosto de 1864, la línea empezó a avanzar por su parte inicial, uniendo Ciudad Real con Puertollano. En octubre del mismo año Badajoz quedó enlazada con Mérida. Ya en 1865, y mientras desde el otro extremo de la línea se alcanzaba Veredas, desde Mérida se llegaba a Magacela. El año 1866 vio concluir las obras con la apertura de los tramos: Magacela-Castuera, Castuera-Almorchón y Almorchón-Veredas.
El 22 de noviembre de 1866 la totalidad de la línea fue abierta al tráfico.

### Explotación y evolución
En 1871 la CRB, que se había lanzado a construir un ramal desde Almorchón hasta Belmez, tuvo que suspender pagos, aunque logró mantenerse operativa tras negociar con sus acreedores emprendiendo un nuevo proyecto, la línea directa Madrid-Ciudad Real. Hasta ese momento el tráfico de la Ciudad Real-Badajoz dependía de la red de otra compañía, de MZA, que contaba con la línea Madrid-Manzanares-Ciudad Real. Con lo cual, esta nueva línea le otorgaría independencia y una salida mucho más directa a la capital de España. Las obras avanzaron rápido y para 1879 el nuevo ferrocarril estaba operativo. El enlace entre las líneas Madrid-Ciudad Real y Ciudad Real-Badajoz se realizaba a través del Empalme de Torrubia, situado en el punto kilométrico 173,5. Aun así, CRB no pudo evitar ser absorbida por MZA en 1880, que pasó a ser titular de todas sus líneas.
Bajo MZA entraron en servicio el ramal Aljucén-Cáceres (1884), que permitía un enlace con la línea Madrid-Valencia de Alcántara, y la línea Mérida-Los Rosales (1885), cuyo trazado abría una conexión con el sur de Extremadura y Sevilla. Esto permitió una mayor diversificación de los tráficos ferroviarios y convirtió a Mérida en un destacado nudo ferroviario. El 27 de abril de 1884 se produjo un grave accidente ferroviario en la línea, cuando un tren expreso que atravesaba el puente sobre el río Alcudia descarriló por motivos desconocidos y cayó al río. Hubo 59 muertos y decenas de heridos.  
Durante la dictadura de Primo de Rivera se puso en marcha la construcción de la línea Talavera de la Reina-Villanueva de la Serena, que pretendía enlazar por ferrocarril el valle del Tajo con la comarca de La Serena. El enlace con el trazado Ciudad Real-Badajoz se producía a través de la estación de Villanueva de la Serena. Las obras se alargaron durante varias décadas, y aunque los trabajos llegaron a estar muy avanzados en algunos puntos, el proyecto finalmente sería desechado. 

### Bajo RENFE y Adif
En 1941, con la nacionalización del ferrocarril, las infraestructuras pasaron a formar parte de RENFE. En marzo de 1975 entró en servicio un ramal de 9,6 km que partía desde la estación de Puertollano y enlazaba con la refinería de aquella zona. Además, también se electrificó el trazado comprendido entre Ciudad Real y Puertollano, con el objetivo de permitir la circulación de trenes mercantes entre la refinería y el resto de la red ferroviaria general. 
A comienzos de la década de 1990, debido a la llegada de la Alta Velocidad a Ciudad Real, se decidió construir una nueva estación de ferrocarril situada al este del casco urbano —la cual sería inaugurada en 1992—. Esto supuso que se construyera una nueva variante de acceso para la línea Ciudad Real-Badajoz, eliminando así el enlace con la antigua estación. El antiguo trazado se reconvirtió en la Vía verde de Poblete. Así mismo, buena parte de la sección Ciudad Real-Brazatortas también se vio alterada o modificada por la construcción de línea de alta velocidad Madrid-Sevilla, que circula en paralelo. Como consecuencia de ello, las estaciones de Poblete, Argamasilla de Calatrava y Caracuel quedaron fuera de servicio y serían eliminadas.
El 1 de enero de 2005, con la división de RENFE en Renfe Operadora y Adif, la línea pasó a depender de esta última.
Durante la década de 2010 la construcción de la línea de alta velocidad Madrid-Badajoz conllevó algunos cambios en el trazado de la sección Mérida-Badajoz, derribándose o reformándose algunas estaciones —La Garrovilla, Montijo o Guadiana—.

## Trazado y características
La línea entre Ciudad Real y Badajoz es un trazado de 337,3 kilómetros de vía única en ancho ibérico (1 668 mm) sin electrificar en la gran mayoría de su recorrido. Solo entre las estaciones de Ciudad Real y Puertollano-Mercancías hay unos 40 kilómetros electrificados a 3000 V. El sistema de bloqueo predominante es el bloqueo telefónico, con excepción del tramo Badajoz-Mérida, que usa un bloqueo automático en vía única (BAU) con CTC (Control de Tráfico Centralizado) y el tramo Ciudad Real-Brazatortas, que cuenta con bloqueo de liberación automática en vía única (BLAU) con CTC.
El kilometraje del trazado sigue el esquema de la antigua línea Madrid-Badajoz y toma Madrid como punto de inicio. La sección comprendida entre la estación de Badajoz y la frontera portuguesa (pk 517,6) constituye la línea 508 de Adif y no forma parte del trazado.
Las velocidades máximas permitidas son muy variables, con importantes modificaciones en función del tramo. Entre Ciudad Real y Almorchón no se permite superar los 140 km/h. Desde ese punto y hasta Mérida la limitación se eleva hasta los 160 km/h, para reducirse drásticamente a 90 km/h entre Mérida y Aljucén. El tramo final entre Aljucén y Badajoz es el que mejor rendimiento permite, ya que puede ser recorrido como máximo a 200 km/h.

## Tráfico ferroviario

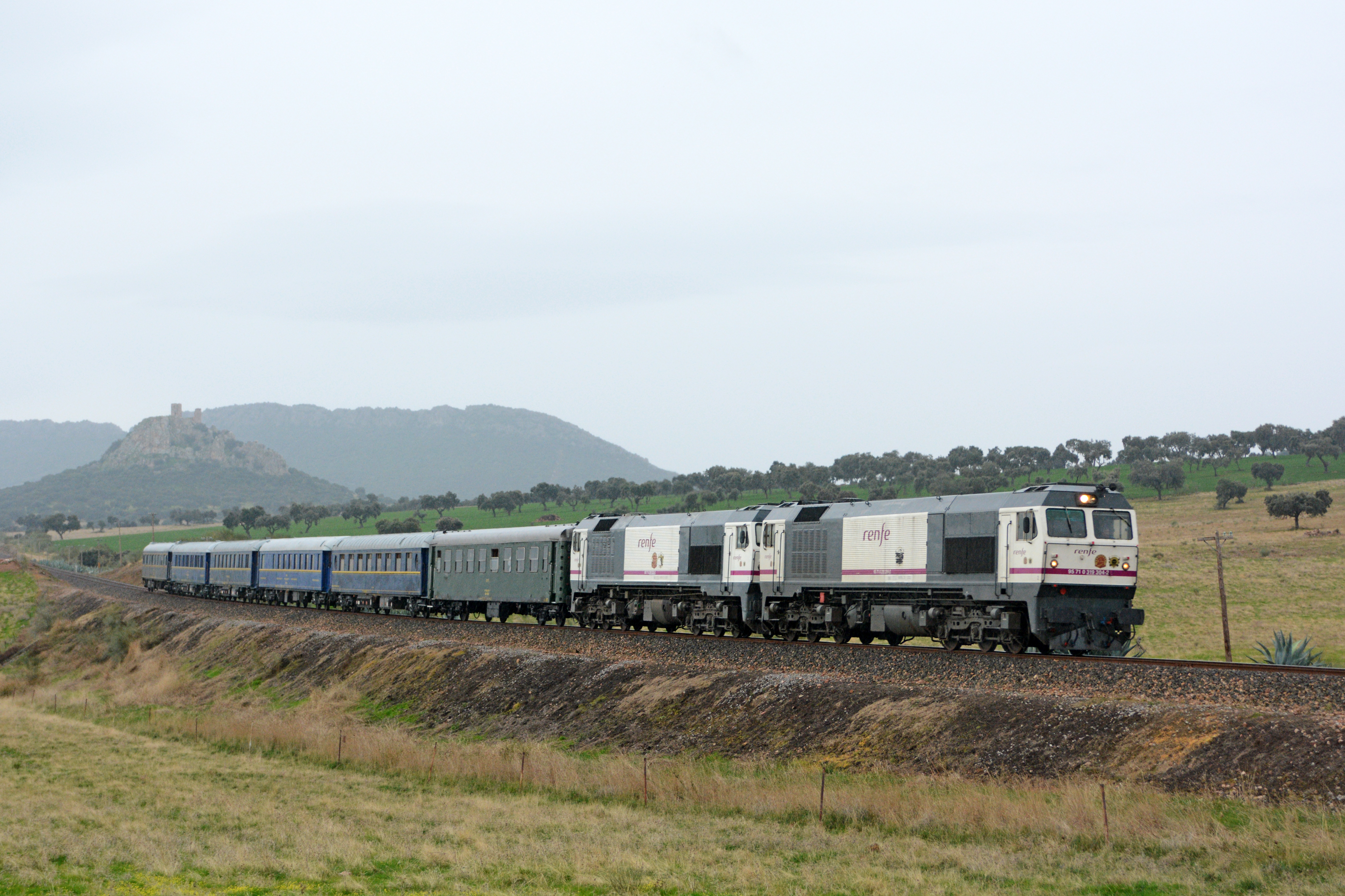
El tren especial «Prestige», fletado con motivo del 150.º aniversario de la línea, circula a la altura de Almorchón en 2016.

Desde la supresión a finales del año 2011 del Arco Alcázar de San Juan-Badajoz la línea no cuenta con tráfico de largo recorrido. Sí mantiene una importante circulación de trenes de media distancia basada en aquellos trenes que unen Puertollano con Badajoz. El tráfico se intensifica en la comunidad extremeña, cubriendo recorridos como el Badajoz-Mérida, Badajoz-Villanueva de la Serena o Badajoz-Cabeza del Buey. Otros servicios ferroviarios que acceden a Extremadura por el norte, usando la línea Madrid-Valencia de Alcántara, también recorren parcialmente la línea.